# HMS Duncan (D37)
HMS «Дункан» (D37) (англ. HMS Duncan (D37)) — ракетний есмінець типу 45 Королівського військово-морського флоту Великої Британії, призначений для охорони авіаносців на переході морем, забезпечення протиповітряної (ППО) та протичовнової (ПЧО) оборони, боротьба з надводними кораблями противника, завдання ударів по берегових цілях.

## Будівництво

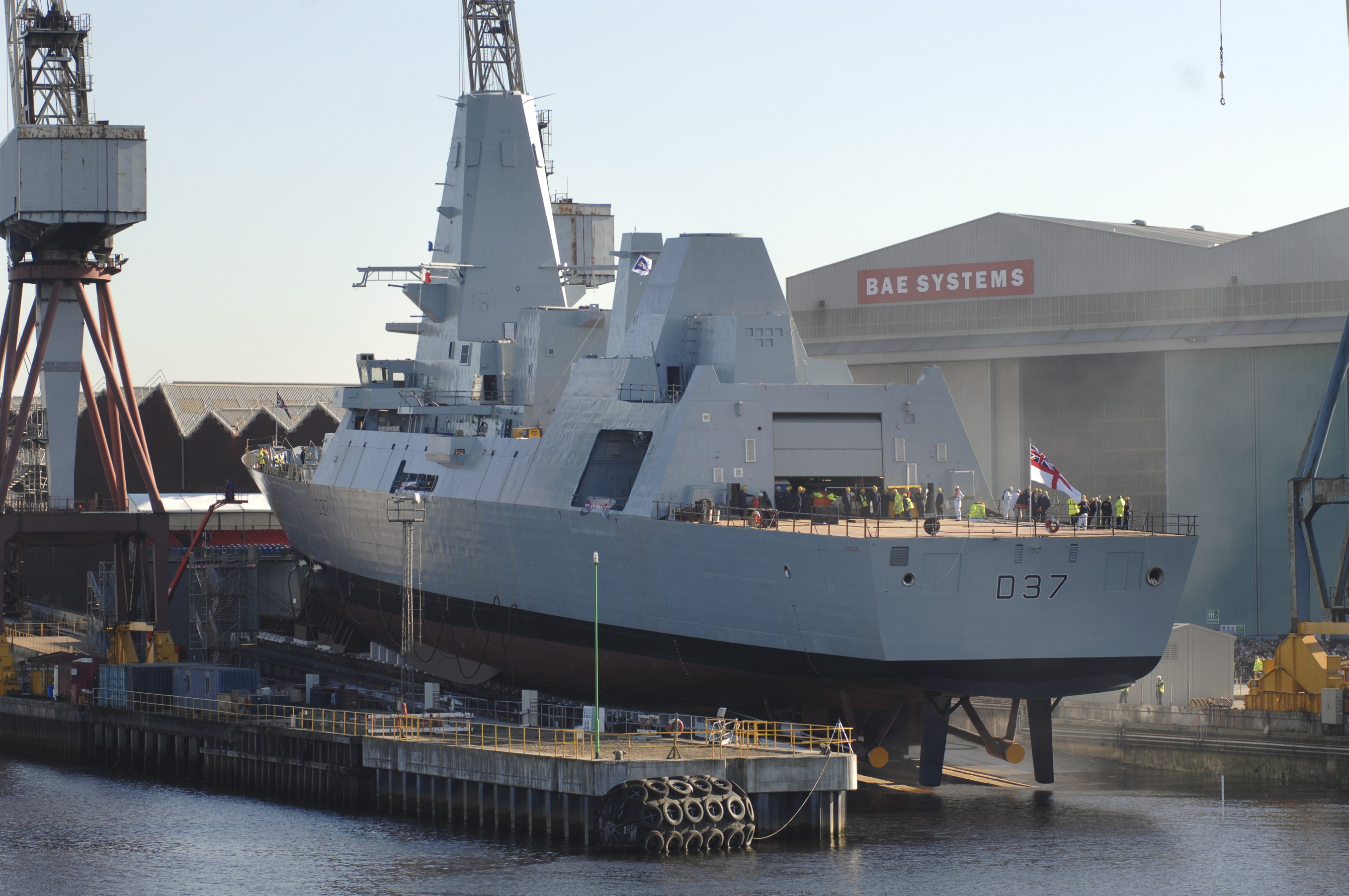
HMS «Дункан» під час церемонії спуску на воду

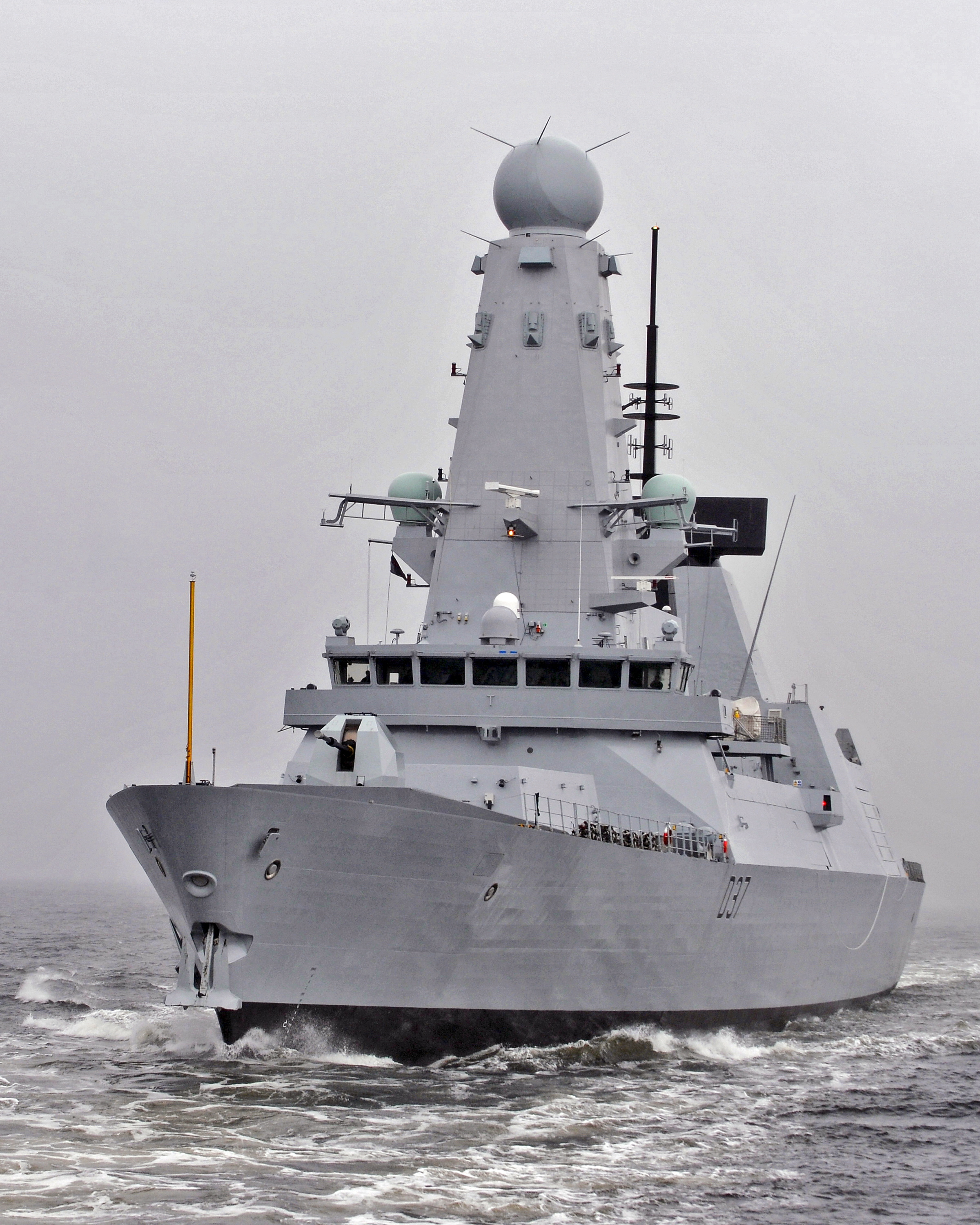
HMS «Дункан» під час морських випробувань поблизу берегів Шотландії. 31 серпня 2012

HMS «Дункан» створено на базі спільної розробки проекту НАТО «Горизонт», він є шостим та останнім ракетним есмінцем типу 45. Будівництво розпочалось у 2006 році на корабельнях Ґован та Скотставн «BAE Systems Naval» (підрозділ «BAE Systems») на річці Клайд у Глазко. Корабель спущено на воду в корабельні Ґован 11 жовтня 2010 року під час святкування 213-ї річниці Битви при Кампердавні.
31 серпня 2012 року HMS «Дункан» вийшов з корабельні Скотставн у Глазго у відкрите море для випробувань.

## Озброєння
Есмінець HMS «Duncan» є шостим та останнім кораблем типу 45 (тип «Daring»), цей тип вважається британським флотом найкращими кораблями протиповітряної оборони у світі, Королівського військово-морського флоту Великої Британії. HMS «Duncan» призначений для охорони авіаносців на переході морем, забезпечення протиповітряної (ППО) та протичовнової (ПЧО) оборони, боротьба з надводними кораблями противника, завдання ударів по берегових цілях.
Завдяки високому рівню автоматизації усіх бортових механізмів та пристроїв, чисельність екіпажу скорочено до 191 матросів та офіцерів. Есмінець оснащено високотехнологічними системами озброєння та засобами, на ньому впроваджено конструктивні елементи технології малої помітності (Стелс), що має на меті зменшення радіолокаційної помітності для радарів противника. Корабель оснащено двома РЛС з обертовими цифровими антенними ґратами: S1850M (на фотознімках — розкрив антени чорного кольору) та «SAMPSON» (світле, радіопрозоре, обертове укриття над командирською рубкою), що забезпечують одночасне супроводження та перехоплення великої кількості повітряних цілей.
Есмінець оснащений ангаром та вертолітним майданчиком, на ньому передбачено постійне базування 1-2-х вертольотів AgustaWestland AW159 Wildcat, які здатні нести 4 протикорабельні ракети або 2 протичовнові торпеди, чи 1-го AgustaWestland AW101, здатного нести 4 протичовнові торпеди.
У 2014 році Королівським військово-морським флотом було заявлено, що корабель буде першим з типу 45, який буде озброєний ракетним комплексом «Гарпун». 2 березня 2015 року HMS «Дункан» був озброєний ракетами «Гарпун».

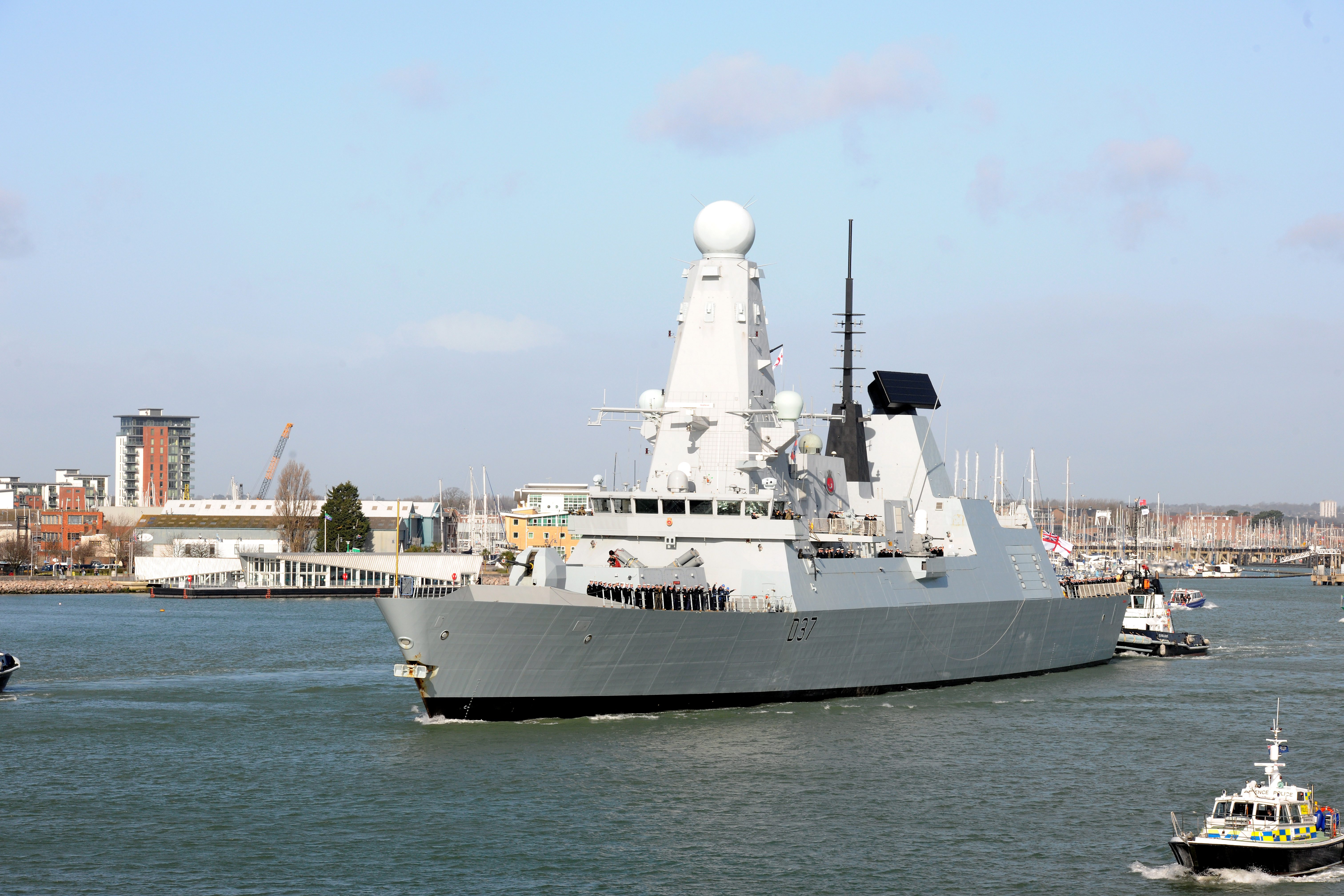
HMS «Дункан» виходить з ВМБ «Портсмут» на своє перше бойове завдання. 2 березня 2015 року

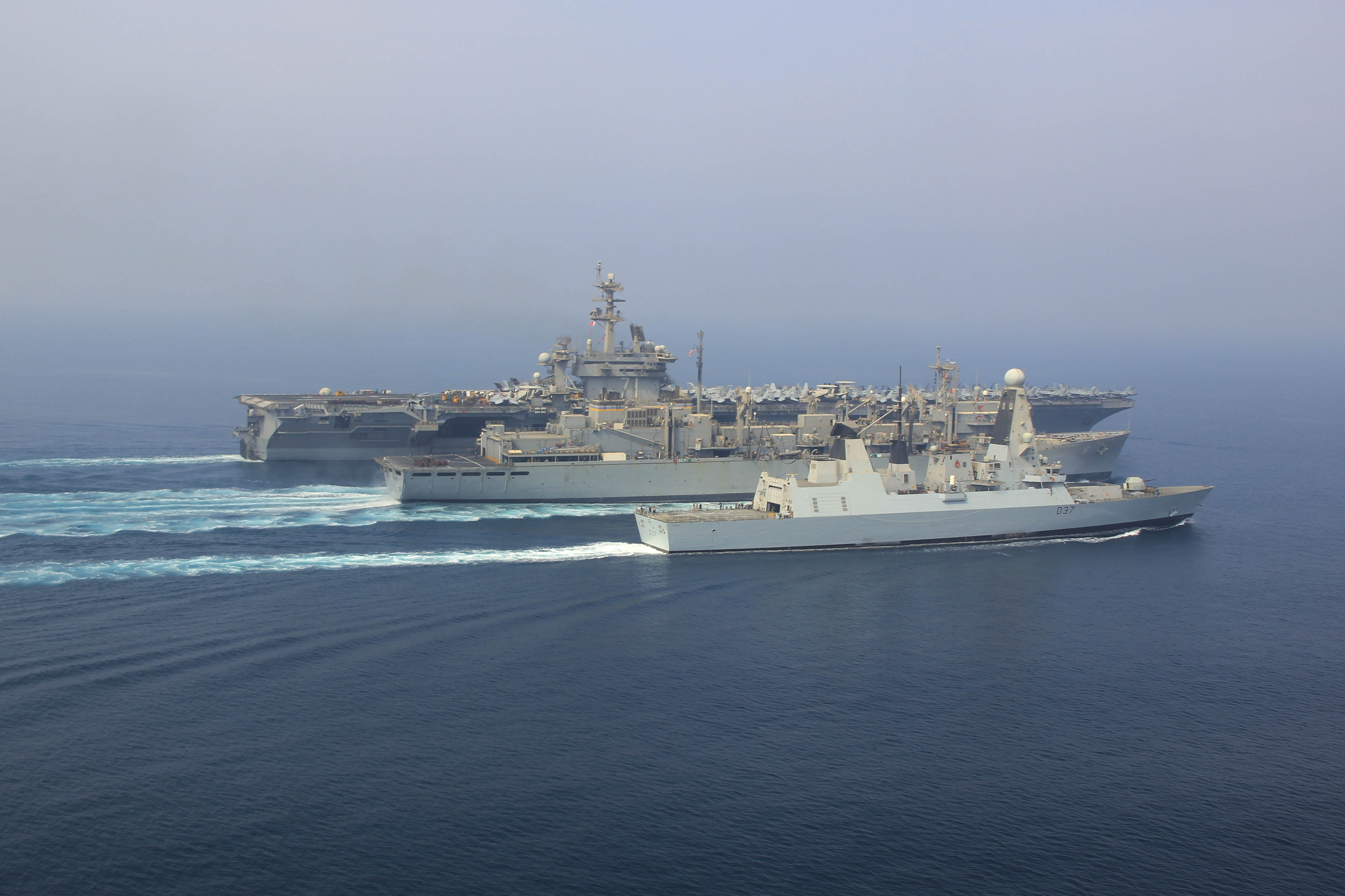
HMS «Дункан» та USS «Теодор Рузвельт». 26 серпня 2015 року

## Служба
HMS «Дункан» введений в експлуатацію 26 вересня 2013 року. 30 вересня 2013 року прийнятий на озброєння.
2 березня 2015 року HMS «Дункан» вийшов з ВМБ «Портсмут» для виконання свого першого бойового завдання у Середземномор'ї та Близькому Сході. 7 липня 2015 року HMS «Дункан» приєднався до 12-ї ударної авіаносної групи ВМС США на чолі з авіаносцем USS «Теодор Рузвельт», для боротьби з Ісламською державою.
У квітні 2016 року HMS «Дункан» був серед кораблів Королівського флоту, які разом з кораблями Військово-морських сил Франції, брали участь в навчаннях «Griffin Strike 2016».
У жовтні 2016 року HMS «Дункан», разом з фрегатом HMS «Річмонд», супроводжував прохід ескадри російського флоту, на чолі з авіаносним крейсером «Адмірал Кузнєцов», через Ла-Манш до Сирії. У листопаді 2016 року HMS «Дункан» зазнав аварії біля узбережжя Англії, і був відправлений назад до Плімута.
У червні 2017 року HMS «Дункан» вийшов з ВМБ Портсмунд для того, щоб очолити 2-гу постійну військово-морську групу НАТО (SNMG2), що діє в Чорному та Середземному морях. Десантний корабель HMS «Океан» мав змінити HMS «Дункан» у вересні 2017 року. Але HMS «Океан» був направлений в Карибське море для надання допомоги потерпілим під час урагану Ірма у британських заморських територіях. Натомість HMS «Дункан» був замінений есмінцем HMS «Діамант», і повернувся в Портсмут 22 вересня 2017 року.
HMS «Дункан», у січні 2018 року, відвідав середземноморські та чорноморські порти (Констанцу, Суду та Спліт), і знову очолив 2-гу постійну військово-морську групу НАТО (SNMG2), повернувшись у Портсмут 13 липня 2018 року.
У грудні 2018 року було оголошено, що HMS «Дункан» буде приписаний до порту Скарборо у Йоркширі.
З 1 по 12 липня 2019 року HMS «Дункан» взяв участь у навчаннях «Сі Бриз-2019», які проходили в акваторії північно-західної частини Чорного моря, а також на полігонах в Одеській, Миколаївській та Херсонській областях.
Після «Сі Бриз-2019» HMS «Дункан» передисловований у Перську затоку, у відповідь на погрози Ірану щодо судноплавства британських суден. Після прибуття у Перську затоку HMS «Дункан» приєднався до фрегата HMS «Монтроз». У вересні 2019 року HMS «Дункан» повернувся на морську базу в Портсмуті.